# Максим Михайлов
Максим Михайлов е руски волейболист, диагонал на „Зенит“, Казан и руския национален отбор.

## Кариера
Започва кариерата си в „Строител“, който е сателитен отбор на „Ярославич“. От 2005 година е в основния състав на Ярославци. Първоначално играе като посрещач, но по-късно става диагонал. Играе и за младежкия национален отбор на Русия. През сезон 2007/2008 става най-резултатният играч в руската Суперлига, след което си спечелва повиквателна за мъжкия тим на Сборная. Дебютира на 14 юни 2008 г. в мач от Световната волейболна лига. В мача за третото място срещу Бразилия Максим отбелязва 21 точки и помага на Русия да спечели бронзовите отличия. Участва и на Олимпиадата в Пекин, където отново е бронзов медалист. Става втория най-резултатен играч на олимпиадата със 127 точки.
След Олимпиадата Максим продължава да е звездата на „Ярославич“, като в следващите 2 сезона отново става най-резултатния играч в Суперлигата. На 27 февруари 2010 г. отбелязва 40 точки срещу „Факел“, Нови Уренгой. През лятото на 2010 г. преминава в „Зенит“, Казан. С тях Михайлов печели 2 пъти титлата на Русия и волейболната Шампионска лига. През 2011 г. в състава на Русия печели Световната волейболна лига и Световната купа, ставайки MVP и на двата турнира. На Олимпиадата в Лондон става най-резултатният играч във волейболния турнир и печели олимпийското злато.
В началото на сезон 2012/2013 е избран за капитан на „Зенит“.
През 2013 и 2017 г. става европейски шампион с националния отбор на Русия.